# Tzotomtetic
Tzotomtetic är en ort i Mexiko.   Den ligger i kommunen Chamula och delstaten Chiapas, i den sydöstra delen av landet, 700 km öster om huvudstaden Mexico City. Tzotomtetic ligger 2 505 meter över havet och antalet invånare är 127.
Terrängen runt Tzotomtetic är kuperad åt nordost, men åt sydväst är den bergig. Tzotomtetic ligger uppe på en höjd. Runt Tzotomtetic är det tätbefolkat, med 550 invånare per kvadratkilometer. Närmaste större samhälle är San Cristóbal de las Casas, 13,4 km sydost om Tzotomtetic. I omgivningarna runt Tzotomtetic växer huvudsakligen savannskog.